# 歩兵戦闘車
歩兵戦闘車（ほへいせんとうしゃ、英語: Infantry Fighting Vehicle, IFV）は、車内に歩兵を乗せることができる装甲戦闘車両（AFV）。当初は機械化歩兵戦闘車（Mechanized Infantry Combat Vehicle, MICV）と称されていた。
装甲兵員輸送車（APC）のように歩兵を運ぶばかりではなく、積極的な戦闘参加を前提とし、強力な火砲を搭載している。さらに乗車歩兵の乗車戦闘ができるようになっている物が多い。

## 概要
歩兵戦闘車は、下記のような要件を備えている。
兵員輸送能力
操縦手などの乗員のほかに、分隊程度の歩兵を車内に収容・輸送する。歩兵は必要に応じて下車し、近接戦闘を展開する。
強力な火力
機関砲などにより、下車した歩兵部隊に対して直接火力支援を提供するとともに、対戦車榴弾によって敵の軽装甲車両と交戦・撃破する。さらに対戦車ミサイルを装備する車両は敵の主力戦車を撃破しうる。また車両によっては、歩兵は乗車したままで銃眼（ガンポート）などから携行火器を射撃できる。
装甲防護力
IFVは戦車と行動をともにすることから、理想的にはこれに準じた防護力を有することが望ましい。ただし実際には、これよりは弱体なことが多い。
戦術機動力
IFVは装甲部隊の一員として、戦車に追随できるだけの機動力、とくに不整地（オフロード）走破能力を備えることが望ましい。このため、車体全長と同程度の無限軌道を備えた全装軌式が主流ではあるが、軽量化やコスト低減を優先して装輪式としたIFVも登場した。

## 概史

### APCの登場
装甲部隊では、戦車によって突破した地域を確保するとともに、味方の戦車を敵の対戦車兵器から掩護するため、戦車部隊と歩兵部隊との密接な協同（歩戦協同）が重要となる。戦車が登場した第一次世界大戦においては、歩兵を自動車で移動させることも行われるようになっていたが（自動車化歩兵）、トラックは不整地（オフロード）での行動能力が低く、基本的には戦線後方での移動手段であって、戦場では結局従来どおりに徒歩で移動せざるを得なかった。
このことから、戦間期には通常のトラックよりも不整地行動能力が優れた半装軌式（ハーフトラック）の装甲車が登場し、これを配備した機械化歩兵部隊の編成が進められた。これらは第二次世界大戦で実戦投入され、ドイツ国防軍が志向した電撃戦を支える戦力ともなった。しかし一方で、やはり戦車と比べると半装軌車の不整地行動能力は一段不足していることが露呈したことから、大戦中頃からは、各国で車体全長とほぼ同じ長さの無限軌道を備えた装甲兵員輸送車（APC）が開発されるようになり、一部は実戦投入された。
これらの全装軌式APCは、機動力の面ではほぼ満足すべきレベルに達していた。しかし一方、運用思想の面では、「戦場のタクシー」として歩兵部隊を戦闘地域まで輸送することに限定されており、歩兵部隊は敵からやや離隔した位置で下車して徒歩で突撃すべきだとする考え方が支配的だったため、乗車戦闘は想定されていなかった。この運用思想に基づき、APCの装甲は小火器弾に抗堪できる程度、武装は自衛用の機関銃程度に留まっていた。

### IFVの登場
1950年代には、より強力な武装・装甲を備えた装甲車が登場し始めた。フランス陸軍はAMX-VCI装甲兵員輸送車に7.5mm AA-52機関銃を取り付けていたが、12.7mm M2重機関銃を取り付けたもの（AMX-VCI 12.7）や最終的に20mm口径機関砲を搭載したもの（AMX-VCI M-56）が配備された。これは、歩兵戦闘車の嚆矢ということができる。
そして1950年代後半、西ドイツ陸軍は、スイスのイスパノ・スイザが開発したHS30を基にしたラングHS.30歩兵戦闘車を採用した。これは当初より20mm機関砲を備え、また乗車した6名の歩兵全員が乗車戦闘を行うことも可能だったが、NBC兵器に対する防護能力は備えていなかった。
一方、ソビエト連邦軍は1966年にはBMP-1を採用した。これは、下車歩兵の火力支援用の73mm滑腔砲に加えて対戦車ミサイルも備えており、強力な武装を有していた。また兵員室にはペリスコープと銃眼（ガンポート）を備えており、歩兵は乗車したままで各自の携行火器を使って車外を射撃できるようになっていた。NBC兵器に対する防護能力も備えていたことから、戦術核兵器や化学兵器が使用された場合でも、歩兵を空気清浄機付きの車内に保護した状態で戦闘に参加させられることは、高く評価された。

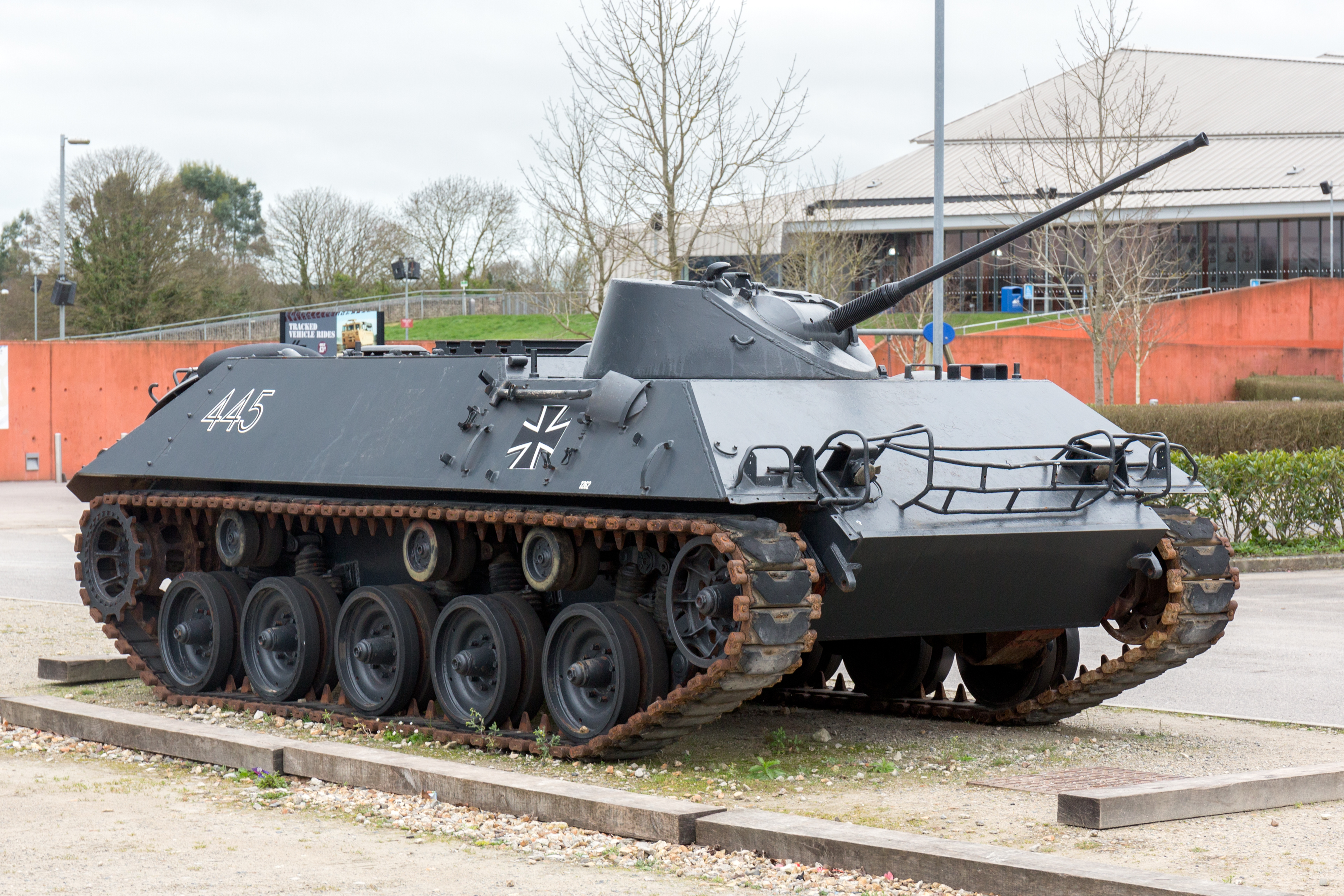
ラングHS.30
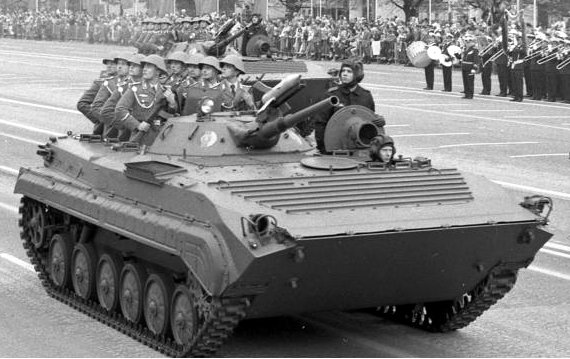
BMP-1

### IFVの進化
BMP-1は西側諸国に「BMPショック」と言うべき衝撃を与え、西ドイツがSpz HS.30の後継として開発していたマルダーを急ぎ1971年より装備化したのを筆頭に、次々とIFVを開発・配備した。これらのIFVは、機関砲によって敵の軽装甲車両を攻撃し、銃眼からの火力を加えて敵歩兵部隊を制圧、場合によっては対戦車ミサイルによる対戦車戦闘も行う構想であった。
これによって火力が増強されると、次には装甲による防護力の強化が求められるようになった。最前線で積極的に攻撃を行える強力な火力を備えるようになったことで、敵から脅威と見なされやすくなったことに加えて、歩兵も収容していることから、ある意味では主力戦車以上の高価値目標となったためであった。第1世代IFVの多くがガンポートを備えていたが、演習での経験を踏まえて、銃眼から発揮できる火力は極めて限定的であると判断されるようになり、ほとんどのIFVでは、装甲の強化の過程で銃眼を廃止した。
一方、これらのIFVは戦車に追随する必要から全装軌式を採用していたのに対して、後には、不整地行動能力を妥協しつつ、軽量化やコスト低減を優先して装輪式としたIFVも登場した。南アフリカでは6輪の車体に20mm機関砲を組み合わせたラーテルを開発し、1976年より量産を開始した。

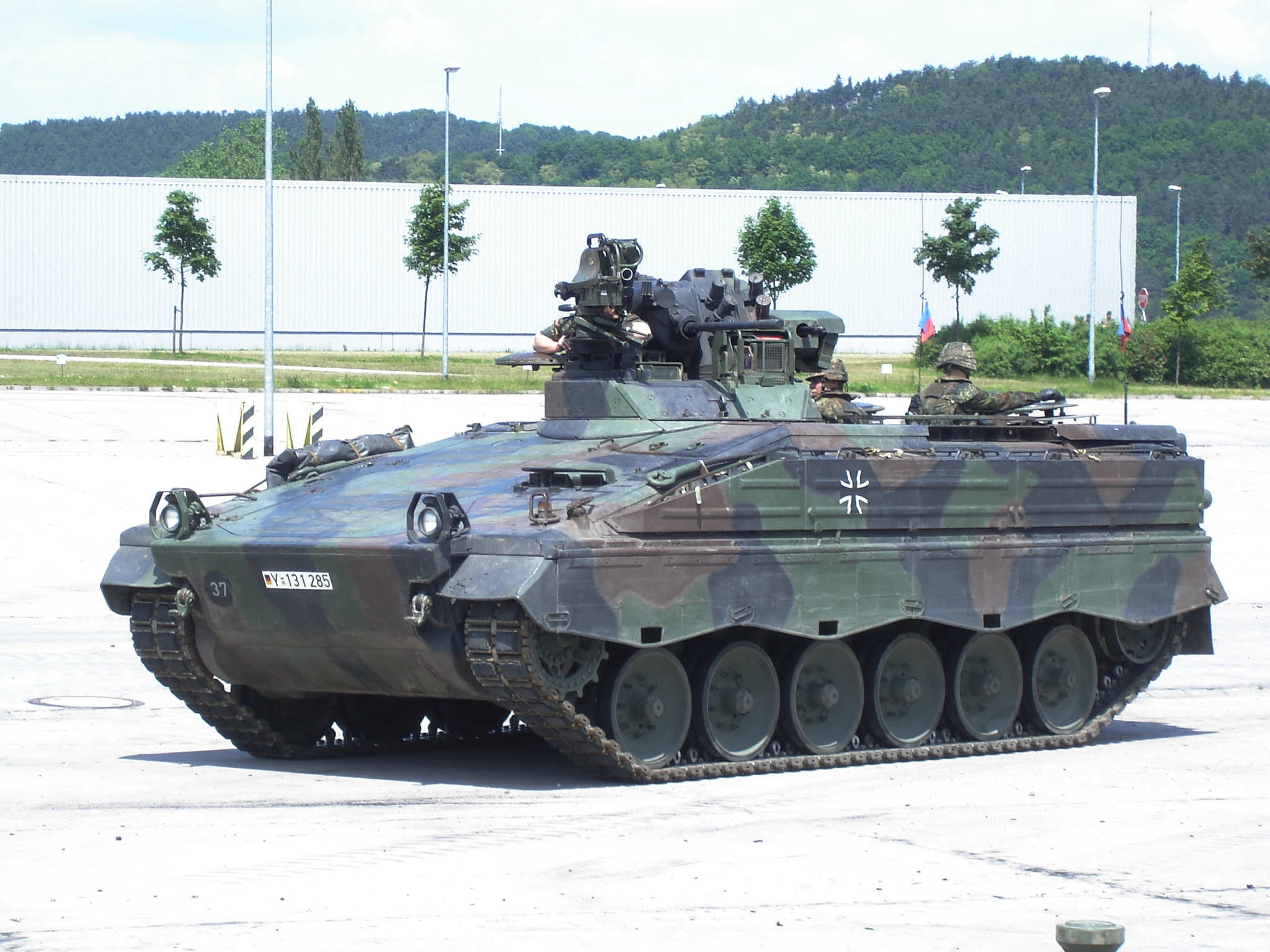
マルダー
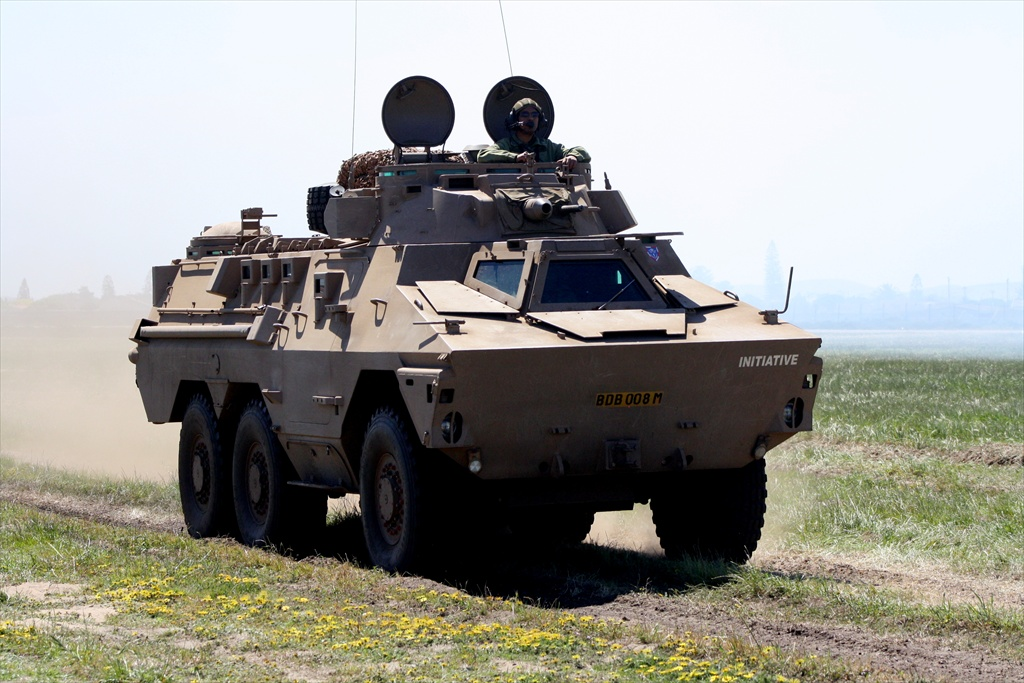
ラーテル
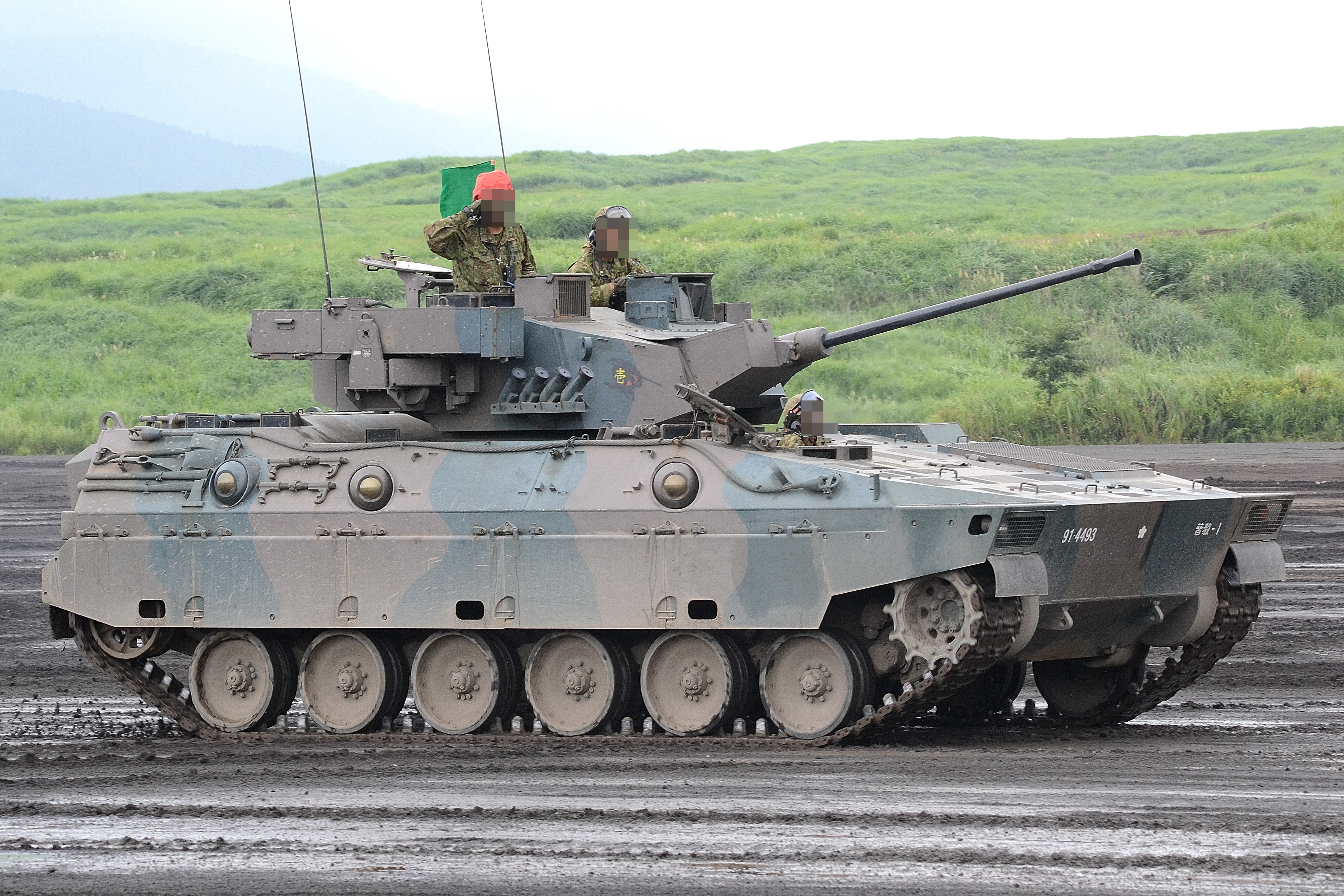
89式装甲戦闘車（日本）

## 主な車種
アメリカ合衆国
- M2ブラッドレー
- LAV-25
- M1296 ストライカーICVD（英語版）

 イギリス
- FV510ウォーリア
- エイジャックス（英語版）

 イスラエル
- ナグマショット
- ナグマホン
- ナクパドン

 イタリア
- VCC-1 カミリーノ
- VCC-80ダルド
- フレシア

 ウクライナ
- BMT-72
- BTMP-84
- BTR-3
- BTR-4
- ケブラーE

 オーストリア
- ウラン

 韓国
- K21

 ギリシャ
- ケンタウロス

 シンガポール
- バイオニクス

 スウェーデン
- Strf 9040

 スペイン
- ピサロ

 ソビエト連邦/ ロシア
- BMP-1
- BMP-2
- BMP-3
- BMP-T
- BMD-1
- BMD-2
- BMD-3
- BMD-4
- BTR-T
- T-15
- B-11
- K-17

 中国
- 86式歩兵戦闘車
- 92式装輪装甲車
- 03式空挺歩兵戦闘車
- 04式歩兵戦闘車
- 05式水陸両用歩兵戦闘車
- 08式歩兵戦闘車

 中華民国（台湾）
- CM-34

 ドイツ
- クルツ
- ラング
- マルダー
- プーマ
- リンクス

 日本
- 89式装甲戦闘車
- 24式装輪装甲戦闘車

 フィンランド
- AMV

 ブラジル
- VBTP-MR

 フランス
- AMX-10P
- VBCI

 ブルガリア
- BMP-23

 南アフリカ共和国
- ラーテル

 メキシコ/ ドイツ
- セドナ・ヘンシェル HWK-11（英語版）

 ユーゴスラビア
- BVP M-80

 ルーマニア
- MLI-84

 ポーランド
- BWP ボルスク